# تشقابلك تشالاب زرد (مقاطعة تشرداول)
تشقابلك تشالاب زرد (بالفارسية: چقابلک چالاب زرد) هي قرية تقع في قسم بيجنوند الريفي (مقاطعة تشرداول) في إيران. يقدر عدد سكانها بـ 105 نسمة بحسب إحصاء 2016.